# Ishikari (Hokkaidō)

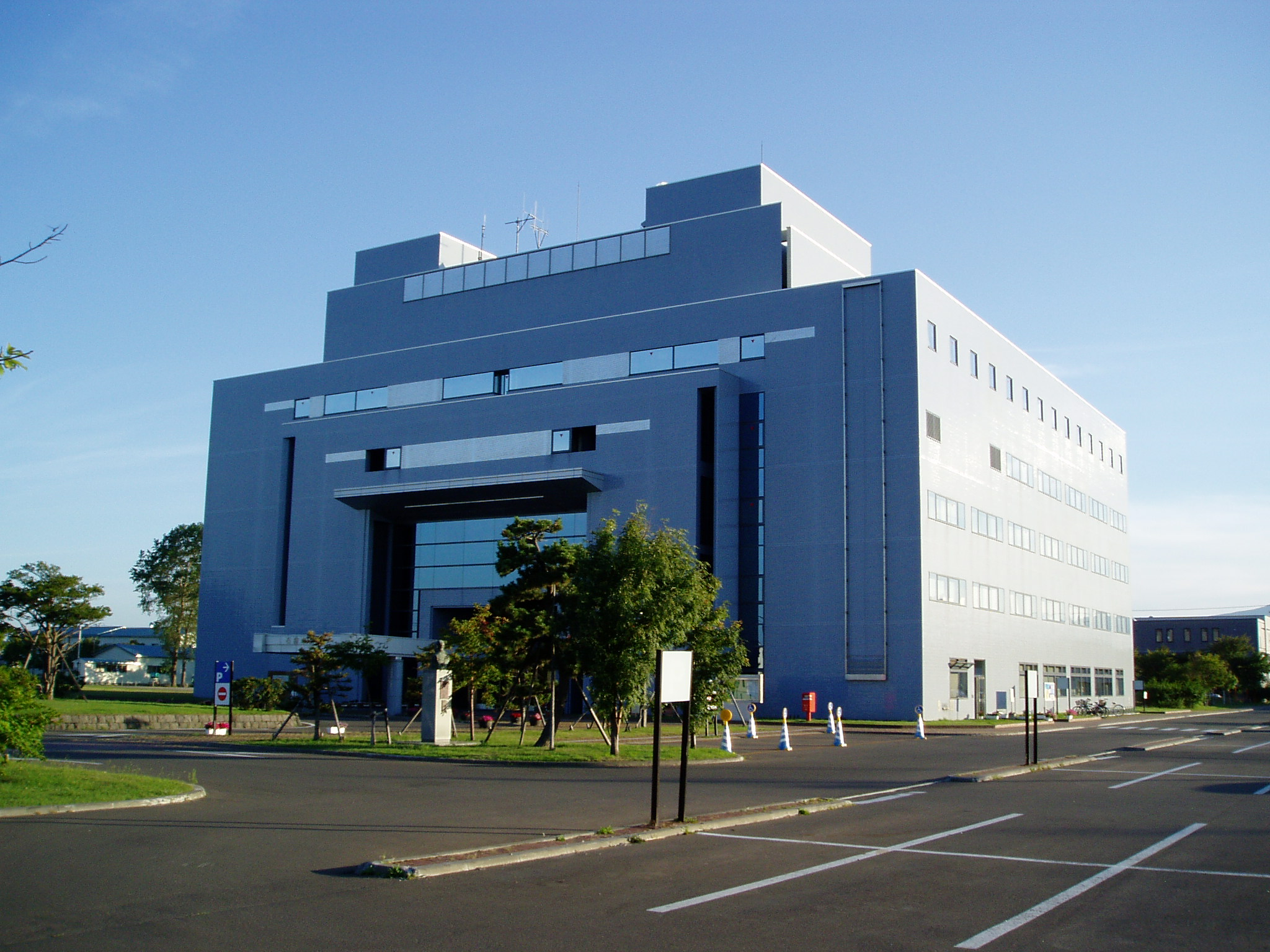
Rathaus von Ishikari

Ishikari (jap. 石狩市, -shi) ist eine Stadt in der Unterpräfektur Ishikari auf der Insel Hokkaidō (Japan).

## Geographie
Ishikari liegt nördlich von Sapporo.
Der Ishikari durchfließt die Stadt.

## Geschichte
Die Stadt besteht seit dem 1. September 1996.

## Verkehr
- Straße:
  - Nationalstraße 231, 337, 451

## Städtepartnerschaften
- Campbell River

## Söhne und Töchter der Stadt
- Yugo Tsukita (* 1976), Freestyle-Skier
- Kengo Ishii (* 1986), Fußballspieler
- Kazuhiro „Kazu“ Kokubo (* 1988), Snowboarder
- Yukiya Satō (* 1995), Skispringer

## Angrenzende Städte und Gemeinden
- Sapporo
- Otaru
- Shintotsukawa
- Tōbetsu
- Mashike